# Floresta Nacional de Sobral
A Floresta Nacional de Sobral tem uma área de 598,00 hectares totalmente dentro do município de Sobral, no estado do Ceará. É administrada pelo Instituto Chico Mendes de Conservação da Biodiversidade (ICMBio).

## Histórico
A área que atualmente compreende a floresta nacional surgiu como Horto Florestal de Sobral em 1947 e foi transformada em unidade de conservação nacional em 2001 e possui uma área de 661 ha e com um perímetro aproximado de 12,954 Km.
O objetivo da Flona é promover o manejo adequado dos recursos naturais, garantir a proteção dos recursos hídricos e das belezas cênicas, fomentar o desenvolvimento da pesquisa científica básica e aplicada, da educação ambiental e das atividades de recreação, lazer e turismo.

## Caracterização

### Clima
O clima da FLONA é o Tropical Quente Semiárido, com duas estações bem definidas, com precipitação anual é inferior a 750 mm e concentradas entre os meses de janeiro e maio.  A temperatura média anual registrada é 28ºC.

### Relevo e geomorfologia
A unidade de conservação está situada sobre um substrato rochoso cristalino que sofre intemperismo físico em às altas temperaturas e seu relevo relevo pode ser caracterizado como Planície Fluvial, Depressão Sertaneja e Maciços Residuais.
Os solos da região são: Aluviais, Bruno não Cálcico, Litólicos, Planossolo Solódico, Podzólico Vermelho-Amarelo e Regossolo.

### Hidrografia
Está inserida na Região Hidrográfica Atlântico Nordeste Oriental e seu sistema hidrográfico engloba três bacias (Acaraú, Aracatiaçu e Jaibaras).

### Vegetação
A vegetação é constituída por caatingas arbustivas (Caatinga Arbustiva Aberta, já bastante desmatada), carnaúbas (Floresta Mista Dicotilo-Palmácea), floresta caducifólia com espécies espinhosas (Floresta Caducifólia Espinhosa) e, em altitudes mais elevadas, semideciduais floresta (Floresta Subcaducifolia Tropical Pluvial).

### Fauna
Entre a fauna da região estão anfíbios das famílias: Bufonidae (Rhinella jimi, Rhinella granulosa), Leptodactylidae (Physalaemus sp., Leptodactylus macrosternum, Leptodactylus fuscus, Leptodactylus sp.), Hylidae (Dendropsophus sp., Boana raniceps) e Phyllomedusidae (Pithecopus nordestinus); e répteis das famílias: Elapidae (Micrurus ibiboboca), Chelidae (Phynops hilarii), Gekkonidae (Hemidactylus agrius, Lygodactylus klugei) e Teiidae (Ameivula ocellifera), além de aves como o gavião-caboclo e o urubu-da-cabeça-vermelha.

## Conservação
A principal ameaça à Floresta Nacional de Sobral é o desmatamento, com a retirada da mata para transformação em carvão vegetal, estacas, cercas e uso de lenha como fonte de energia para as olarias e padarias.